# Angelo Malavolti
Angelo Malavolti (prima metà del XIV secolo – prima del 1400) è stato un vescovo cattolico italiano.

## Biografia
Figlio di Giannotto dei Malavolti, facoltosa famiglia patrizia senese con una grande influenza nella politica della Repubblica di Siena, fu canonico della cattedrale di Siena.
Il 14 novembre 1390 venne nominato vescovo di Grosseto da papa Bonifacio IX. Coinvolto insieme ad altri membri della sua famiglia in una serie di ribellioni contro il governo senese, nell'adunanza del 4 febbraio 1394 il Consiglio generale di Siena gli sequestrò le rendite che il Malavolti possedeva nel vescovato.
Morì presumibilmente prima del 1400, anno in cui è documentato come suo successore Giovanni, vescovo di Venosa. Tuttavia, secondo alcuni, il Malavolti visse ancora qualche anno dopo la presunta rinuncia alla cattedra vescovile, portando a riprova una lettera inviatagli da Stefano Maconi, generale dell'ordine per le certose d'Italia e d'Austria, nel settembre 1406 a San Gimignano, rifugio fiorentino dei Malavolti dopo la cacciata da Siena: è presumibile una confusione con il successivo vescovo Antonio Malavolti.